# Ardisia websteri
Ardisia websteri är en viveväxtart som beskrevs av J. J. Pipoly. Ardisia websteri ingår i släktet Ardisia och familjen viveväxter. Inga underarter finns listade i Catalogue of Life.